# Bacillus
Bacillus (lateinisch für „Stäbchen“) ist der Name einer Gattung stäbchenförmiger Bakterien mit mehr als 200 bekannten Arten. Sie sind grampositiv, Endosporenbildner, aerob und können sich meistens aktiv mittels peritrich angeordneter Geißeln bewegen. Kennzeichnend für die vorwiegend in Erdböden vorkommende Gattung Bacillus ist die Bildung von Endosporen und (im Gegensatz zur Gattung Clostridium) aerobes oder fakultativ aerobes Wachstum und aerober Energiestoffwechsel. Einige Arten dieser in der Umwelt weit verbreiteten und weit überwiegend nicht pathogenen Bakterien können pathogen (krankheitserregend) sein und beispielsweise eine toxinbedingte Enteritis durch Lebensmittel (Bacillus-cereus-Enteritis), katheter-assoziierte Infektionen, eine (posttraumatische) Endophthalmitis, selten Bakteriämien und Sepsis auslösen.
Umgangssprachlich werden verschiedene krankheitserregende Mikroorganismen wie Bakterien, Amöben und Viren als Bazillus oder Bazille bezeichnet. Die so bezeichneten Organismen bilden aber keine biologisch-systematische Gruppe (Taxon) und die weitaus meisten von ihnen gehören nicht zur Gattung Bacillus.

## Eigenschaften
Sie vermehren sich nur unter aeroben Bedingungen und zwar auch auf einfachen Grundkulturmedien. Alle Arten bilden Lecithinase und Katalase, die meisten Arten unterscheiden sich in der Verwertung von Kohlenhydraten und der Fähigkeit zur aktiven Bewegung. Zur Zersetzung von biotischen Geweben besitzen sie ein breites Spektrum artspezifischer Enzyme (Bsp.: Kollagenasen, Proteasen). Einige Vertreter der Gattung bilden Toxine (beispielsweise Hämolysine).
Der GC-Gehalt ihrer DNA ist sehr uneinheitlich. Er liegt bei 32 bis 69 %.
Als Besonderheit enthalten viele Arten der Gattung Bacillus in ihren Membranen einen hohen bis überwiegenden Anteil verzweigter Fettsäureketten.
Zur antibiotischen Therapie einer Bacillus-Infektion kommen Penicilline, Cephalosporine, Ciprofloxacin, Levofloxacin, Vancomycin und Clindamycin in Betracht.

## Formen der Zellen mit Sporen
1. Spore zentral 
 2. Spore terminal mit Einschlusskörper (Protein) 
 3. Spore terminal, Bakterie keulenförmig aufgetrieben 
 4. Spore zentral, Bakterie spindelförmig aufgetrieben („Clostridium-Form“) 
 5. Spore terminal, rund = Plectridium 
 6. Spore lateral, Bakterie spindelförmig aufgetrieben.

## Arten (Auswahl)
- Bacillus alvei Cheshire & Cheyne 1885 ist ein sekundärer Verursacher der Europäischen Faulbrut bei der Honigbiene.
- Bacillus amyloliquefaciens Fukumoto 1943. Rhizobakterium, welches Pflanzenwachstum stimuliert und Sekundärmetabolite produziert, die Pflanzen-Pathogene unterdrücken.
- Bacillus anthracis Cohn 1872. Erreger von Milzbrand, als erste Bazillenreinkultur durch Robert Koch[5] untersucht, unbegeißelt und von einer Glutaminsäurekapsel umgeben.
- Bacillus atrophaeus Nakamura 1989. Verwendet zur Kontrolle von Sterilisationsprozessen.
- Bacillus cereus Frankland & Frankland 1887. Weit verbreitetes Bodenbakterium, in verschiedenen Lebensmitteln (insbesondere Reis) häufig nachweisbar. Seine beiden bekannten Enterotoxine können zur Lebensmittelvergiftung führen. Eine Variante ist B. cereus biovar anthracis, Erreger einer 2016 gefundenen neuen Form des Milzbrands.[6][7] Eine weitere Variante ist B. cereus var. mycoides, welche ein pilzmycelähnliches Wachstum auf der Nährbodenoberfläche aufweist. Es gibt „links-“ und „rechtsdrehende“ Stämme.
- Bacillus circulans Jordan 1890 bildet Kolonien, in denen sich die Bakterienmassen kreisförmig um die Koloniemitte bewegen (daher der Name).
- Bacillus coagulans Hammer 1915
- Bacillus laterosporus Laubach 1916
- Bacillus megaterium de Bary 1884 zählt mit den Zellabmessungen bis 2 × 5 µm zu den Riesen unter den Eubakterien.
- Bacillus mycoides Flügge 1886
- Bacillus natto Ehrenberg 1835
- Bacillus pasteurii (Miquel 1889) Chester 1898 ist ein Harnstoffzersetzer, der Urease bildet und an hohe pH-Werte angepasst ist.
- Bacillus polymyxa (Prazmowski 1880) Macé 1889 (früher: B. asterosporus) hat seinen Namen wegen der starken Schleimbildung. Die Sporen sind im Querschnitt sternförmig.
- Bacillus pseudoanthracis (B. pseudo-anthracis) (Burri 1894, Hartleb und Stutzer, 1897)[8]
- Bacillus pumilus Meyer & Gottheil 1901
- Bacillus smithii Nakamura et al. 1988
- Bacillus sphaericus Meyer and Neide 1904 bildet Kuhfladen-ähnliche Kolonien.
- Bacillus sporothermodurans Pettersson et al. 1996
- Bacillus stearothermophilus Donk 1920 ist aufgrund seines Wachstumsoptimums bei 50 – 65 °C ein ausgesprochen thermophiler Organismus, unter 30 °C wächst er nicht. Er dient als Prüforganismus bei Sterilisationsprozessen.
- Bacillus subtilis (Ehrenberg 1835) Cohn 1872. Ein in Heuaufgüssen anreicherbarer Bacillus, und deshalb auch Heubazillus genannt. Einzelne Stämme sind Antibiotikabildner (Bacitracin).
- Bacillus thuringiensis Berliner 1915 (Bt) ist ein Insektenpathogen, mit Subspezies Bacillus thuringiensis subspecies kurstaki (Btk)
- Bacillus weihenstephanensis Lechner 1998! gilt heute als Synonym von B. mycoides

Die Art Bacillus larvae White 1906 (Erreger der Amerikanischen Faulbrut bei der Honigbiene) wurde inzwischen in eine andere Gattung verschoben und trägt die neue Bezeichnung Paenibacillus larvae, analog heißt Bacillus popilliae Dutky 1940 jetzt Paenibacillus popilliae (siehe auch Japankäfer).